# Condizione della donna nei territori palestinesi
I diritti delle donne nei territori palestinesi hanno subìto molteplici cambiamenti nel corso della storia, specialmente tra i periodi del controllo del territorio da parte dell'Impero ottomano, il mandato britannico e l'occupazione da parte d'Israele. Hanno svolto un ruolo decisivo per ridefinire i ruoli delle donne anche la nascita nel 1964 dell'Organizzazione per la Liberazione della Palestina (OLP) e l'arrivo dell'Autorità Nazionale Palestinese (ANP) 30 anni più tardi. La condizione femminile in Palestina è comunque profondamente diversa da quella nel vicinissimo Israele.
In ogni caso, durante tutto il XX e XXI secolo le donne hanno organizzato diversi movimenti di resistenza al patriarcato, in Palestina ed altri territori vicini in Medio Oriente, come la Siria, la Giordania e Libano.

## Contesto storico

### Da metà Ottocento
La condizione femminile in Palestina, finora arretrata, subì un grande mutamente nel 1844, anno in cui anche le donne iniziarono a partecipare, per la prima volta insieme agli uomini, alle protesta contro gli appena nati insediamenti degli ebrei nei pressi della città di Afula. 

### Sotto il dominio Ottomano

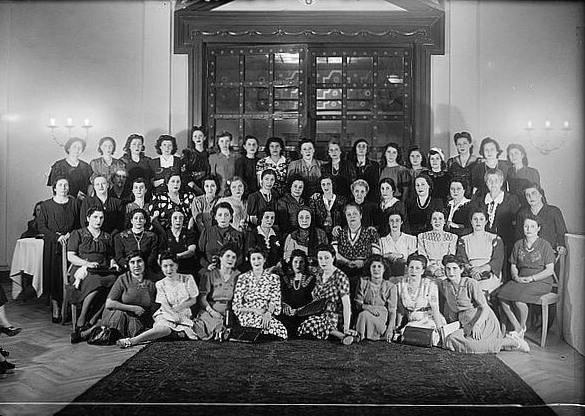
Foto ai membri dell'"Associazione delle donne arabe" (1929)

Tra il 1900 e il 1910, quando ancora Palestina e Giordania rappresentavano una regione unica controllata dall'Impero ottomano, le donne arabe iniziarono ad unirsi in numerose associazioni e società interamente femminili, formatesi quasi tutte nelle città principali della zona, come Gerusalemme, Haifa, Acri, e Giaffa (oggi tutte appartenenti allo Stato d'Israele) con una grande maggioranza di popolazione cristiana.
Nel 1917, in occasione della dichiarazione Balfour britannica, queste organizzazioni parteciparono a diverse manifestazioni, e in seguito formato una delegazione di 14 membri che richiedeva la revoca della dichiarazione Balfour e la cessazione dell'immigrazione ebraica in Israele. Nel 1921, tra le donne palestinesi nacque l'"Associazione delle donne arabe", con sede a Gerusalemme, contro gli insediamenti degli ebrei palestinesi: tuttavia, a causa della mancanza di fondi e la pressione esercitata sulle donne membri del gruppo, l'Associazione cessò di esistere dopo soli due anni. Perciò le donne formarono un "comitato di salvataggio" per la raccolta di donazioni, per poi rilanciare il progetto.
Durante i moti palestinesi del 1929, sfociati presto in violenza tra ebrei e musulmani, le donne parteciparono attivamente alle proteste, che portarono persino all'uccisione di donne da parte delle forze del mandato britannico della Palestina: in seguito a questi tragici eventi, le donne in una conferenza interamente al femminile inviarono una lettera di denuncia al re Giorgio V ed alla passata Società delle Nazioni (precedente all'attuale ONU).
Dopo la nascita ufficiale dello Stato di Israele nel 1948, le palestinesi che partecipavano all'opposizione divennero sempre meno, a causa del rigido sistema sociale dell'epoca, aggravatosi con la perdita di territori da parte della Palestina ed il conseguente numero di sfollati in incremento. Ciò diede inizio ad un'alta richiesta di donne nella forza lavoro, nonostante lo status sociale subordinato, in lavori però malpagati e degradanti; così le donne trovarono sempre meno tempo di trovarsi in incontri delle organizzazioni femminili.
Nel 1964, quando nacque l'Organizzazione per la Liberazione della Palestina (OLP) e perciò l'economia del territorio ricominciò ad aumentare, si formò di conseguenza la nota "Associazione delle donne palestinesi", che finalmente permise alle donne di prendere parte alla prima sessione, tenutasi a Gerusalemme, del Consiglio nazionale palestinese (PNC).

## Conflitto israelo-palestinese
Il conflitto israelo-palestinese ha deteriorato gravemente, tra gli altri, anche le donne palestinesi. Sin dall'inizio del '900, si è assistito a molti movimenti al femminile che hanno compiuto sempre meno battaglie per la rivendicazione dei diritti delle donne, perché spesso scegliendo di ignorare, seppur controvoglia, l'emancipazione femminile per sostenere il nazionalismo della Palestina. 
Tuttavia da ciò ne è scaturito un aspetto positivo: infatti, in un momento in cui la partecipazione di un gran numero di persone era necessario, le donne hanno colto l'opportunità di farsi sentire, entrando nell'esercito, conducendo operazioni militari e pianificando cambiamenti nel diritto di famiglia a favore delle donne, per cambiare una volta per tutte la loro condizione.

### Resistenza durante il Novecento
Il movimento delle donne iniziò davvero ad emergere negli anni '20, quando la rigidità del mandato britannico e dell'immigrazione sionista portarono a crescenti sentimenti nazionalisti.
Il 29 ottobre 1929, si svolse a Gerusalemme la prima Conferenza delle donne, alla quale ne parteciparono centinaia, per programmare manifestazioni e proteste future contro le politiche del mandato britannico. 
Durante la Grande rivolta araba (1936-1939), molti palestinesi si ribellarono contro il controllo britannico: tuttavia incredibilmente gli uomini avevano meno libertà delle donne sotto questo aspetto, poiché più dell'80% di loro venne o cacciato o incarcerato, mentre le donne potevano invece muoversi più liberamente, e vennero perciò addestrate su come maneggiare un fucile e sostituire gli uomini in veri e propri conflitti armati contro gli inglesi; come risultato alcune di loro vennero ferite o anche uccise, ma nella stragrande maggioranza delle volte non portarono mai a casa una sconfitta.

### Con l'esodo palestinese (1948)
Con l'avvento della guerra arabo-israeliana del 1948, molti palestinesi vennero cacciati via dalle loro case e ridotti a sfollati in territori vicini, in Giordania, Libano e Siria. In particolare in seguito al disastroso esodo palestinese, la cosiddetta Nakba, molte donne temettero per la propria sopravvivenza, portando così ad un notevole abbassamento dell'attività pubblica femminile in città.
Per assistere i rifugiati, in Cisgiordania l'"Unione delle donne palestinesi" istituì orfanotrofi per i bambini coi genitori defunti durante gli scontri a fuoco, cliniche e centri di pronto soccorso per i feriti durante le emigrazioni. In questo stesso periodo, molte donne, generalmente della classe media (tra i più poveri rifugiati nei campi profughi spesso non c'era neanche la possibilità di partecipare, visto il bisogno estremo di lavorare), si unirono a partiti politici clandestini nati in esilio, come il Partito Comunista Giordano. Tuttavia, qui il ruolo delle donne era spesso limitato e non riceveva molta attenzione.

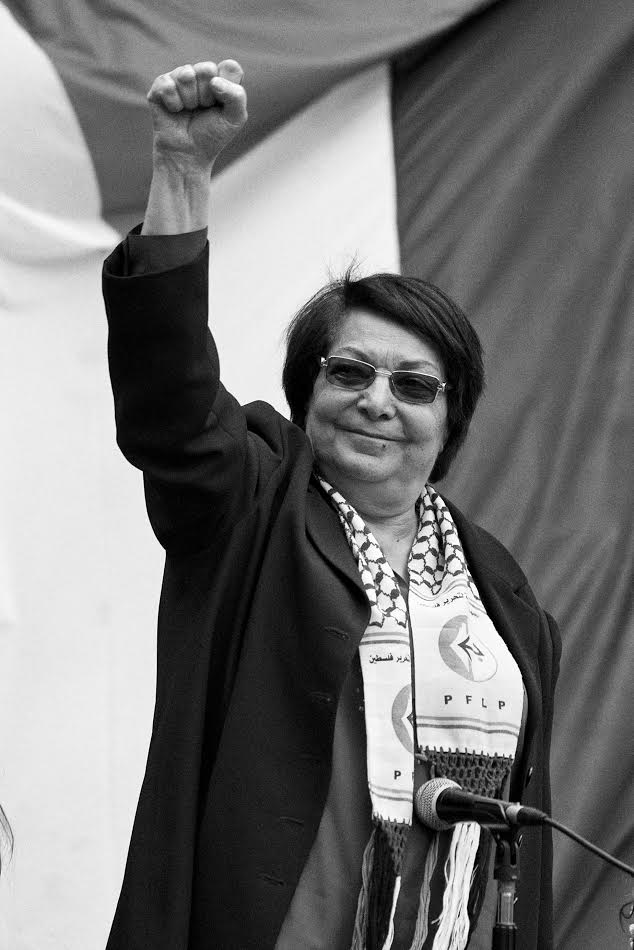
L'attivista Leila Khaled nel 2017, con la bandiera palestinese dietro

### Dopo la guerra dei sei giorni (1967)
Nella guerra dei sei giorni avvenuta nel giugno 1967, Israele sconfisse con una vittoria schiacciante la coalizione degli Stati arabi, ed ottenne così il controllo di Cisgiordania e striscia di Gaza, un tempo palestinesi. Qui Israele subito attuò sistemi rivoluzionari, specialmente strutturali, che cambiarono la vita sia sociale sia economica della popolazione, rendendola fortemente dipendente dall'economia israeliana. Così le donne della Palestina si ritrovarono in una triplice forma di oppressione: per la classe sociale, il genere e la nazionalità.
Donne come Leila Khaled si unirono al Movimento di resistenza palestinese (PRM) e parteciparono alla lotta armata, essendo state molte donne addestrate durante la Grande rivolta araba e l'esilio. Però il PRM presentava ancora una rigida divisione del lavoro tra uomini e donne così come tra giovani ed anziani: infatti i compiti delle donne erano molto spesso legati all'assistenza infermieristica ed al rifornimento di cibo e uniformi militari.

### Il miglioramento dagli anni '70 in poi
In occasione della Giornata internazionale della donna del 1978, il "Comitato per il lavoro delle donne" presentò una valida strategia per far combaciare la liberazione nazionale con quella delle donne: le fondatrici del comitato, all'inizio deluse dalle azioni delle precedenti società che avevano fallito nell'elevare l'alfabetizzazione delle donne, lanciarono quindi programmi per promuovere l'alfabetizzazione, l'educazione sanitaria e corsi di economia per le donne e le ragazze, abolendo i classici "corsi di ricamo".
Inoltre fecero costruire gli importantissimi asili nido, per aiutare le donne madri a crescere i figli senza dover rinunciare al lavoro.
All'inizio degli anni '80, il "Comitato per il lavoro delle donne" si suddivise in 4 organizzazioni: 
- la "Federazione dei comitati d'azione delle donne palestinesi"(FPWAC), la più grande, alleata con il Fronte Democratico per la Liberazione della Palestina (DFLP);
- il "Comitato delle donne lavoratrici dell'Unione delle donne palestinesi" (UPWWC), che ha sostenuto il Partito comunista palestinese;
- l'"Unione dei comitati delle donne palestinesi" (UPWC);
- il "Comitato delle donne per il lavoro sociale" (WCSW).

### L'Intifada(inizio anni '90)
Durante la Prima intifada, dopo anni di resistenza iniziò la generale mobilitazione da parte della popolazione palestinese contro gli occupanti israeliani. Durante questa enorme e celebre rivolta, l'intifada, tutte e 4 le organizzazioni delle donne già citate iniziarono a mobilitarsi per sostenerla, chiedendo nel frattempo la propria emancipazione se si voleva una vera emancipazione della Palestina. Gli asili nido vennero aperti più a lungo, fino a tarda sera, per consentire alle donne che erano anche madri di partecipare senza vincoli o limiti alla rivolta, ed iniziando ad offrire lezioni regolari di primo soccorso per curare poi le vittime negli scontri a fuoco contro gli israeliani.
L'organizzazione di proteste, i boicottaggi ed il confronto i militari uomini permisero a donne di tutte le età di partecipare attivamente alla rivolta: alcune di loro diventarono, come gli uomini, vittime di colpi di arma da fuoco, incarcerazioni od inalazioni di gas da parte dei soldati israeliani.

### Dopo l'Intifada(anni '90-oggi)
(Slogan principale intonato durante la Giornata internazionale della donna del 2008 in Palestina)
Nel 1988, durante la marcia per la Giornata internazionale della donna, vennero al contempo portati avanti ideali e slogan sia per la liberazione delle donne che per quella della Palestina. Lo stesso giorno, tutti e 4 i comitati parteciparono a un programma che invitava le donne a unirsi a comitati popolari, sindacati, boicottaggi e corsi di economia, incoraggiando tutte ad abbandonare la tanto praticata e "femminile" economia domestica.

## Diritti delle donne in Palestina

### Legge sul lavoro (2000)
Nel 2000 in Palestina è stata emanata la legge sul lavoro, atta a creare uniformità sul lavoro nelle varie giurisdizioni, diminuendo le differenze tra donne e uomini, creando così un ambiente di lavoro più equo. Questa legge proibisce la discriminazione di genere e, sebbene non lo esprima esplicitamente, anche la violenza di genere, e prevede per le donne il congedo di maternità prima e dopo la gravidanza.

### Leggi sulla famiglia
Per le donne il diritto al divorzio dipende dalle leggi sullo status sociale che si applicano nell'Islam, che stabilisce che un uomo può divorziare dalla moglie in qualsiasi momento, mentre le donne possono farlo solo in determinate circostanze. Tuttavia se una donna procede con le trattative di divorzio non ha bisogno di presentare alcuna prova, ed ottiene la custodia dei figli fino a una certa età, diversa se parliamo della striscia di Gaza o della Cisgiordania.
Nel novembre 2019, l'età minima per il matrimonio è stata elevata a 18 anni in Cisgiordania e striscia di Gaza.
Invece, tutte le altre pratiche relative alle questioni interne alla famiglia dipendono sempre dalle diverse tradizioni religiose, ossia se sono islamiche o proprie delle minoranze cristiane.

### Leggi sull'aborto e lo stupro
Addirittura fino al 2000, sia in Cisgiordania che nella striscia di Gaza esisteva una legge che consentiva agli uomini di sposare le donne che avevano stuprato per evitare il carcere.
Oggi invece lo stupro è criminalizzato in entrambe le località, nonostante le donne vittime di stupro non siano ancora disposte di programmi di aiuto e supporto psicologico, il che le rende ancora molto insicure. Entrambi i codici penali vietano l'aborto, se non in caso di gravidanza causata da incesto o violenza sessuale, o mettano in pericolo la vita della madre.

### Istruzione femminile
Dagli anni '70 ad oggi, le famiglie hanno dato sempre più importanza all'istruzione superiore e universitaria delle figlie, poiché le donne stanno assumendo ruoli sempre di maggiore rilievo, seppur ancora minori agli uomini, nel lavoro, specialmente in Cisgiordania.